# Clip-point

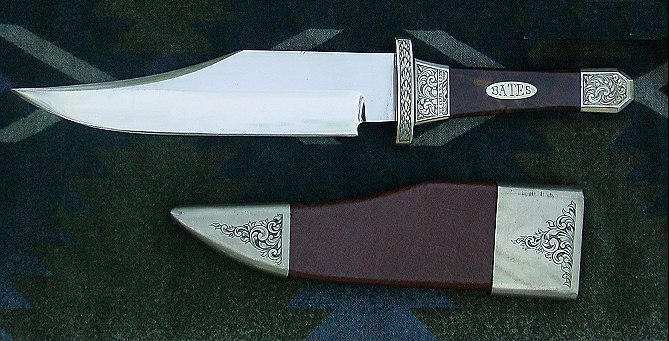
Un couteau Bowie montrant clairement une lame de type clip point

La lame clip-point est l'une des formes de lame de couteau les plus couramment utilisées (les autres étant la lame à dos droit en premier, puis les clip-point, drop-point et spear-point ). Les lames clip-point (à pointe coupée) ont l'apparence d'avoir le tiers avant du dos de la lame « coupé » en biais. Le clip lui-même peut être droit ou concave,.

## Description
Traditionnellement, le dos ou le bord non aiguisé du couteau commence à la poignée et continue jusqu'à un point compris entre un tiers et un quart de la longueur de la lame. Le dos de la lame se rétrécit ensuite en épaisseur soit en ligne droite, soit en courbe jusqu'à la pointe du couteau, qui peut être située au-dessus, en dessous ou dans l'alignement de l'axe central de la lame. Le faux bord aminci du clip peut être affûté pour former un véritable deuxième bord tranchant. Si le 'faux tranchant' (le biais de la lame) est affûté, cela augmente l'efficacité du couteau en matière de perçage.

## Histoire
La conception de la lame clip-point remonte au moins à l'époque macédonienne, où des exemples de couteaux à pointe clip en silex taillés datant de la période énéolytique ont été découverts dans l'estuaire du Drim. Les variantes incluent le clip californien, qui utilise un clip très long, et le clip point turc avec sa courbe extrême. L'une des lames clip-point les plus reconnaissables est utilisée sur le célèbre couteau Bowie.

## Caractéristiques
Le style de lame clip-point permet une perforation plus rapide, et donc plus profonde, lors de l'insertion (les couteaux clip-point étant plus fins au niveau du dos de la lame). Les lames drop-point ont une insertion légèrement plus lente en raison du dos plus épais près de la pointe. Le couteau drop-point permet plus de contrôle lors de la coupe, a un temps de retrait plus lent et négocie mieux les opérations « étirées » (comme la sculpture).[réf. nécessaire]. Le clip-point se prête d'avantage aux actions de « poignardage » plus rapide avec moins de traînée lors de l'insertion et un retrait plus rapide. Par rapport à la conception drop-point, le clip-point a une pointe plus étroite et plus faible. Le clip-point est également plus faible que le spear-point, et pour cette raison ce dernièr est privilégiée pour la plupart des couteaux de poussée, comme le poignard.